# 江和樹
江和樹（1981年2月1日—），中華民國政治人物，台灣民眾黨籍，現任臺中市議會議員、前民眾黨臺中市黨部主任委員。

## 生平
江和樹生於1981年2月1日。當時父親已49歲，並與其他小孩住在一起。據江和樹自述，他從小就在打架中度過。雖然規模通常不大，但有次被自己的表哥找人指控，差點遇劫。江和樹在14歲就結婚。第一個兒子江慶賢於1997年7月28日誕生。直到2005年，江和樹已經有了第二個孩子江慶偉。
2005年，江和樹在於大里圖書館服替代役期間，由於被檢舉違反《檢肅流氓條例》因而被關71天。當時的大里圖書館館長，要求在台中看守所工作的先生要多加注意江和樹，因此在羈押期間得以住在個人房。後來江和樹的案子被發回更審，並以罪證不足獲釋。
之後江和樹也做過許多工作：比如在1998年開白牌車、從事勞力仲介、在夜市擺攤當小販等。最窮時一天只吃兩餐。最後靠販售手機配材開始站穩腳步。
2018年，江和樹取得亞洲大學休閒與遊憩管理學系碩士在職專班的碩士學位，並於同年當選台中市大里區立德里里長。2022年以民眾黨籍當選台中市議員。
2022年，江和樹的大兒子江慶賢，當選大里區立德里里長。其二兒子江慶偉，也在服務處擔任執行長；另外，江和樹還有4個孫子。
2025年，江和樹卸任地方黨部主委，表示將投入下屆立委選舉。

## 立場

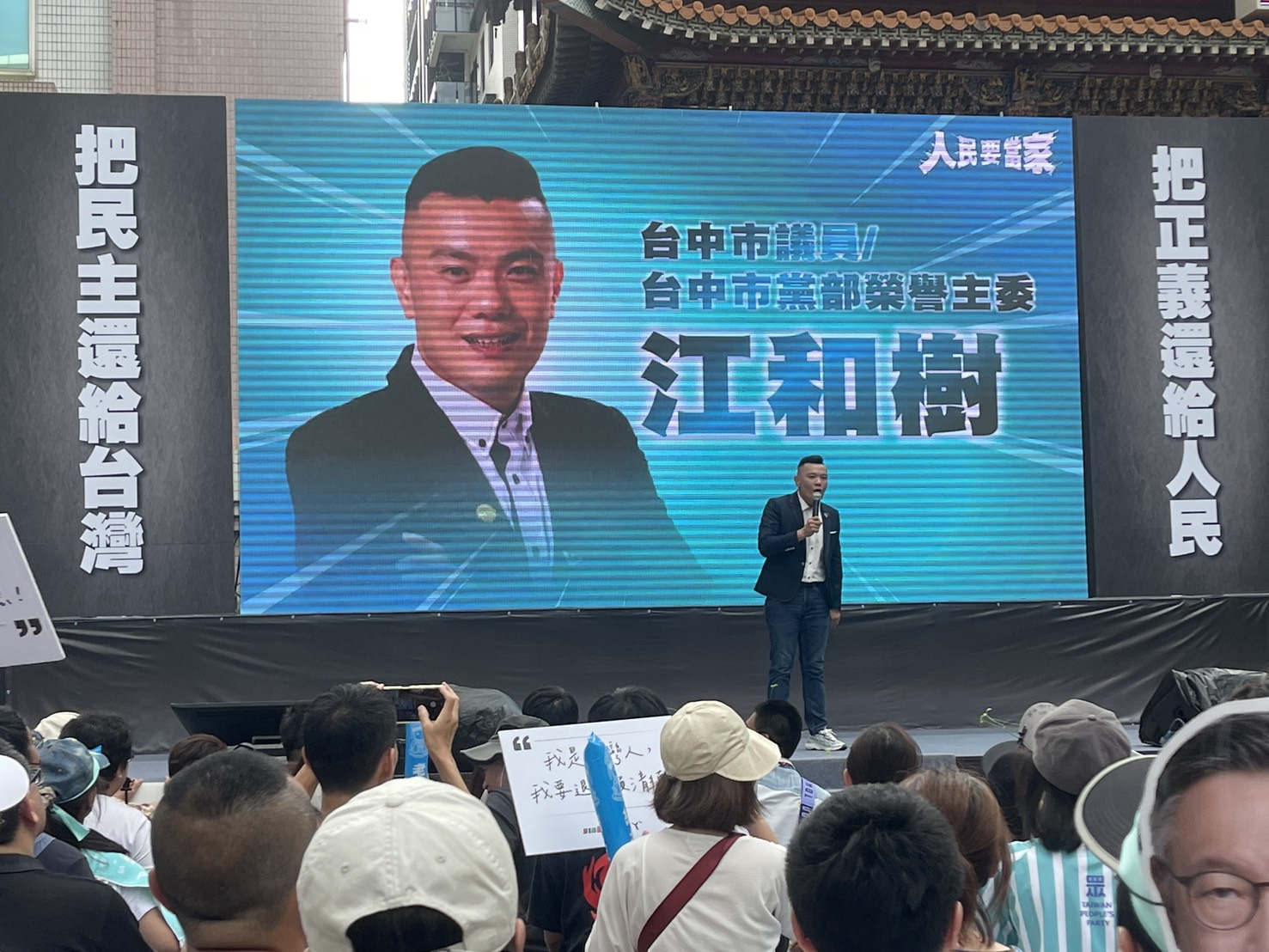
2025年5月18日，江和樹於人民要當家台中場上台演講。

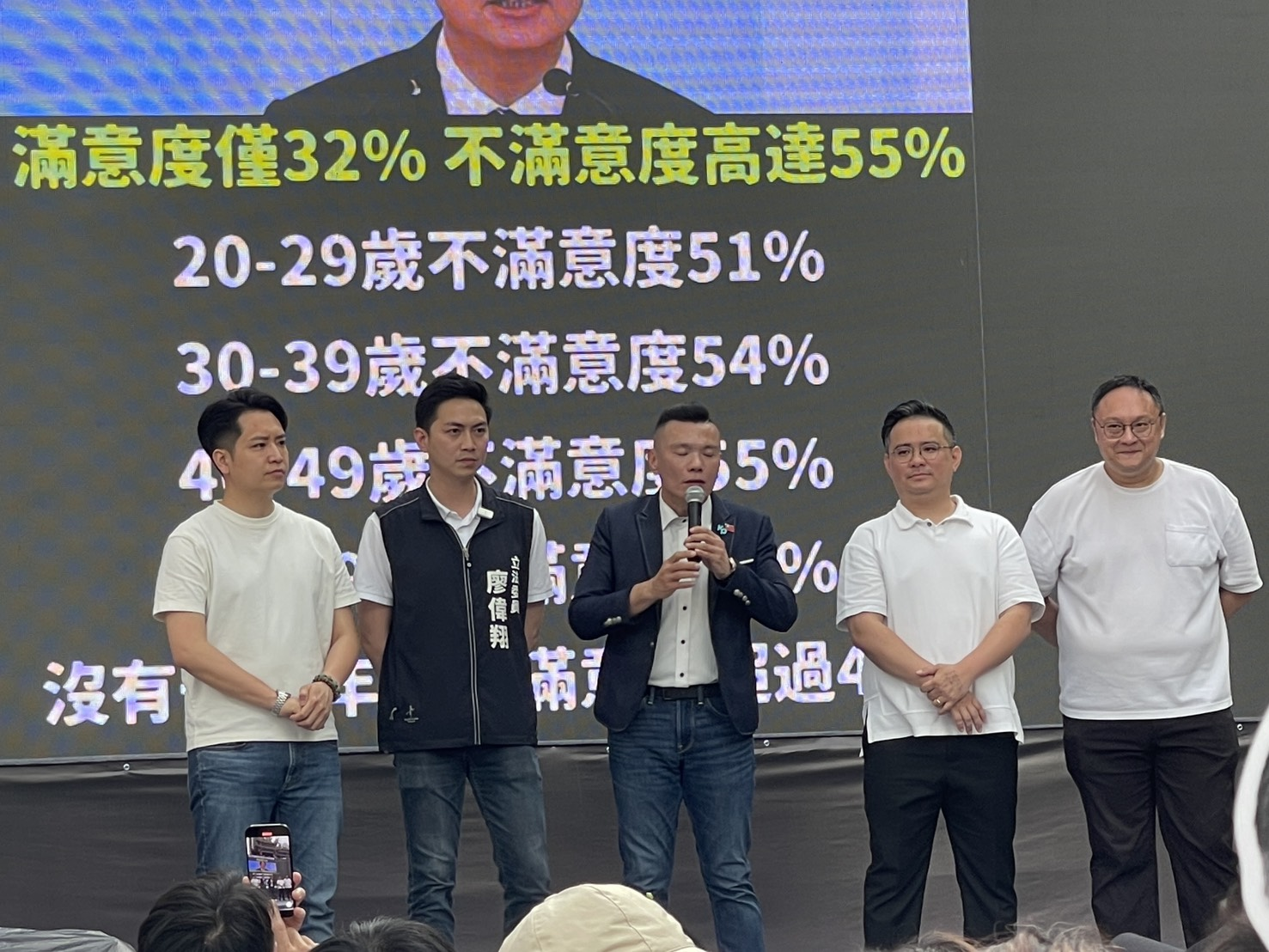
人民要當家台中場，江和樹議員上台宣講，支持立委廖偉翔、黃健豪、羅廷瑋。

### 基地台建設
2017年，台灣長青老人會管理的長青會館，設立於大里新甲路。當時由於附近訊號不好，老人會同意在該會館設置基地台。在基地台被發現後，當地民眾關切電磁波帶來的健康問題，並引發強烈的反對聲浪。當時擔任立德里社區理事長的江和樹夥同立德里里長謝燻翔，帶領抗議長青會館，訴求早日拆除基地台。是次抗議迫使基地台撤離。
在基地台撤離後，大里十九甲部份地區的手機訊號極差。2023年，身為台中市議員的江和樹夥同李天生，接受當地抱怨手機訊號的民眾陳情。江和樹當時表示訊號不佳對當地居民不公平，並表示將與於公園和活動中心等公有土地設基地台。

### 動物保護
江和樹早期經營狗隻繁殖場，期間擔任台中市寵物商業公會理事長。在擔任台中市議員後，江和樹多次關切動物保護相關議題，例如2023的鴿子剪羽、或2024年的虐狗事件等。
2025年4月，江和樹在台中市議會質詢時，揭露繁殖場將年老的狗、貓出售給不法獵捕集團，其中包含保育類動物石虎。新竹縣流浪動物珍愛協會對此指控，江和樹擅自移除他們提供的影像上的浮水印，並將相關證據據為己有，還擅自公開，因而影響查緝行動，使嫌犯逃亡、證據流失、危及執法人員安全；江和樹則回應自己不是搶功，而是擔心有更多貓狗受害。

## 事件
自21歲的《檢肅流氓條例》後，江和樹官司纏身、多次捲入各種事件。但最後官司都無罪。江和樹後來為自己的申請冤獄賠償，獲賠21萬3千元。江和樹評論自己的司法事件為：「法律不能冤枉人，不能隨便指控就入罪，要有犯意」。

### 詛咒言論
2022年2月，網紅四叉貓指江和樹妻子涉嫌在選舉中將幽靈人口遷至選區而遭判刑，又爆料江和樹在民眾喪家禮金簿裡貼上自己的名片貼紙。江和樹大怒，在直播中擺上紙紮屋、冥府地契與四叉貓的照片，並出言詛咒：「改天我會燒給你啦，你不用急啦！」。
江和樹事後致歉，稱涉案當時遷入的人口並沒有參與投票。民眾黨台中市黨部也發出聲明，對於江和樹在語氣及行為造成社會大眾觀感不佳，深感遺憾。

### 詐保指控
2022年2月，小商人指控江和樹夫妻在2000年到2004年間，將個人資訊交給詐領保險金的犯罪集團，並投保意外險，以腦震盪為由多次申請理賠，總額近百萬，被詐欺罪嫌起訴，最後獲判無罪。後來江和樹表示詐保相關資料，是他本人提供給小商人的。動機為自行引爆個人問題。

### 賄選指控
2022年第四屆臺中市議員選舉後，無黨籍的張滄沂指控，江和樹在競選期間曾發放新冠肺炎快篩試劑，並舉辦抽獎活動，涉嫌賄選，向台中地院提起「當選無效」之訴。台中地院在2023年表示，不足以認定試劑有賄選的對價關係，抽獎並未限定選區或年齡，駁回「當選無效」之訴，可上訴二審。

### 卸任主委爭議
2025年，江和樹卸任地方黨部主委，聲稱民眾黨組織部要求他簽離職單並要求「不得洩漏黨內秘密」，若黨中央沒給交代，他將辭去中央委員並「讓蔡壁如的人補上來」。隨後，民眾黨秘書長周榆修聲明致歉，表示督導業務的副秘書長黃成峻已自請處分。。江和樹先前透露，由於2026年地方選舉佈局，是他主動向黃國昌提議遵從柯文哲過去下令，若是有意參與2026年選舉則不宜擔任黨部主委，避免「球員兼裁判」。

## 選舉紀錄
| 年度 | 選舉屆數                   | 選舉區             | 所屬政黨   | 得票數 | 得票率 | 當選標記 | 備註 |
| ---- | -------------------------- | ------------------ | ---------- | ------ | ------ | -------- | ---- |
| 2018 | 第三屆臺中市立德里里長選舉 | 臺中市大里區立德里 | 無黨籍     | 2,193  | 47.22% |          |      |
| 2022 | 第四屆臺中市議員選舉       | 臺中市第十三選舉區 | 臺灣民眾黨 | 15,198 | 11.73% |          |      |

## 外部連結
- 江和樹的Facebook專頁